# Palmer House

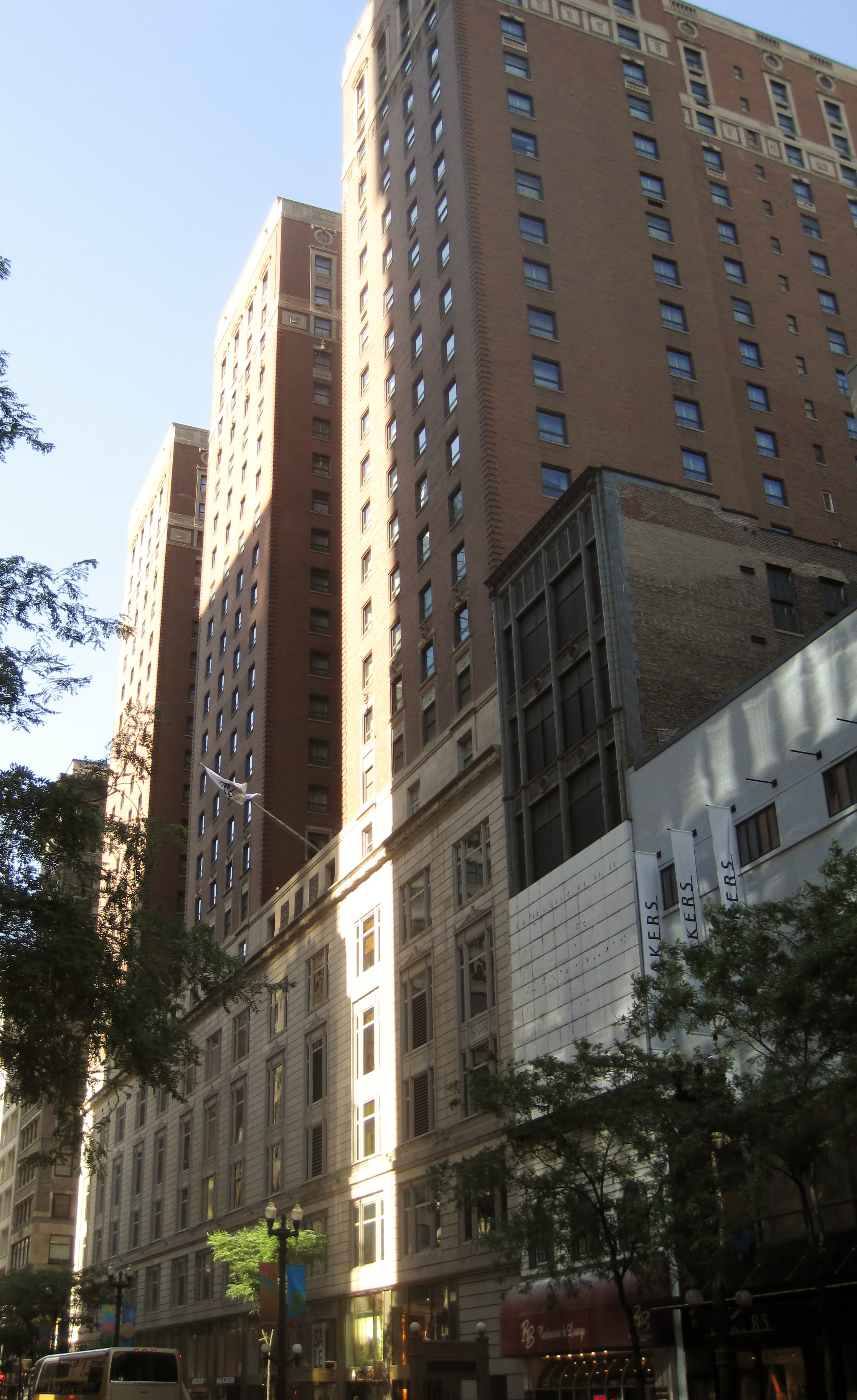
Palmer House en 2012

Le Palmer House est un hôtel historique de la ville de Chicago aux États-Unis. Il est exploité sous le nom Palmer House - A Hilton Hotel, et est inscrit sur la liste des Chicago Landmark (CL) et des Historic Hotels of America.

## Histoire

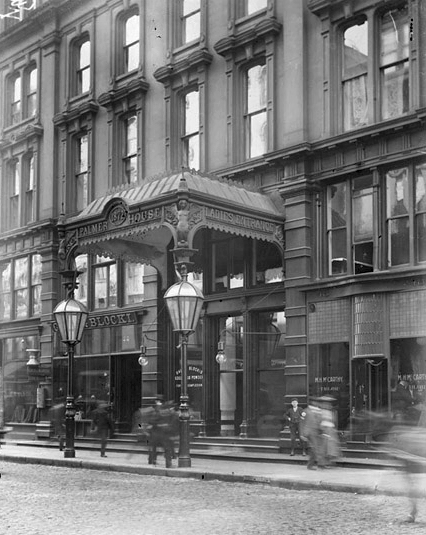
Façade de l'hôtel en 1903

Un premier hôtel a été construit en tant que cadeau de mariage de Potter Palmer pour Bertha Honoré, mais il a été détruit par le grand incendie de Chicago en octobre 1871, seulement 13 jours après son ouverture.
Un deuxième hôtel a été construit par l'architecte John M. Van Osdel, avec de grandes pièces et un décor luxueux.
Le brownie, dessert typique des États-Unis, a été créé par un cuisinier de l'hôtel en 1893 à la demande de Bertha Palmer,.
Un troisième hôtel a été construit sur le même site entre 1923 et 1925, et proposait 2 268 chambres, ce qui en a fait pendant une courte période le plus grand hôtel au monde. Il a été rénové entre 2007 et 2009, et propose à présent 1 639 chambres, ce qui en fait le 2e plus grand hôtel de la ville après le Hyatt Regency.

## Localisation
Le bâtiment est situé à l'angle de l'artère State Street et Monroe street, dans le secteur du Loop au centre historique de Chicago.

## Galerie

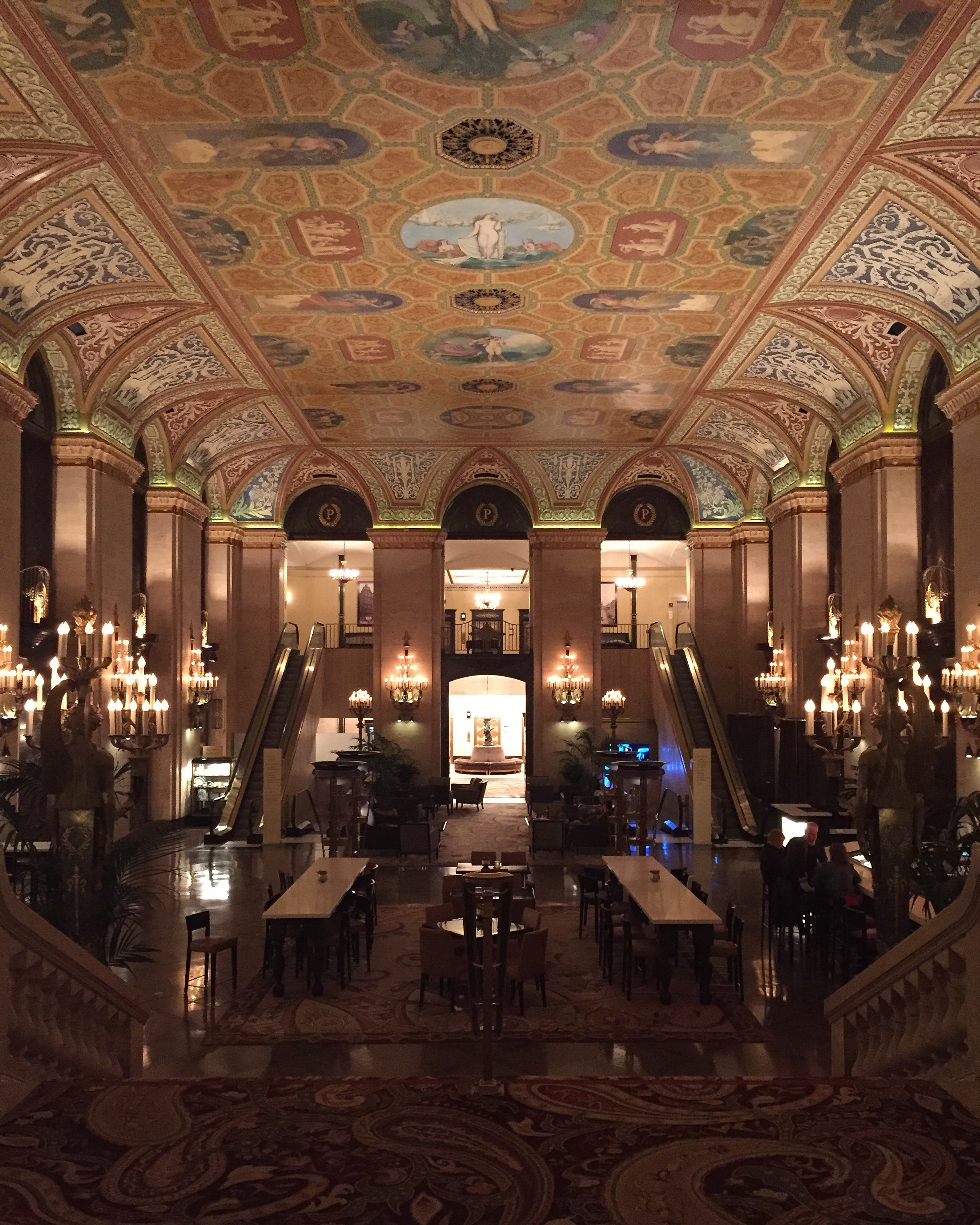
Hall de l'hôtel
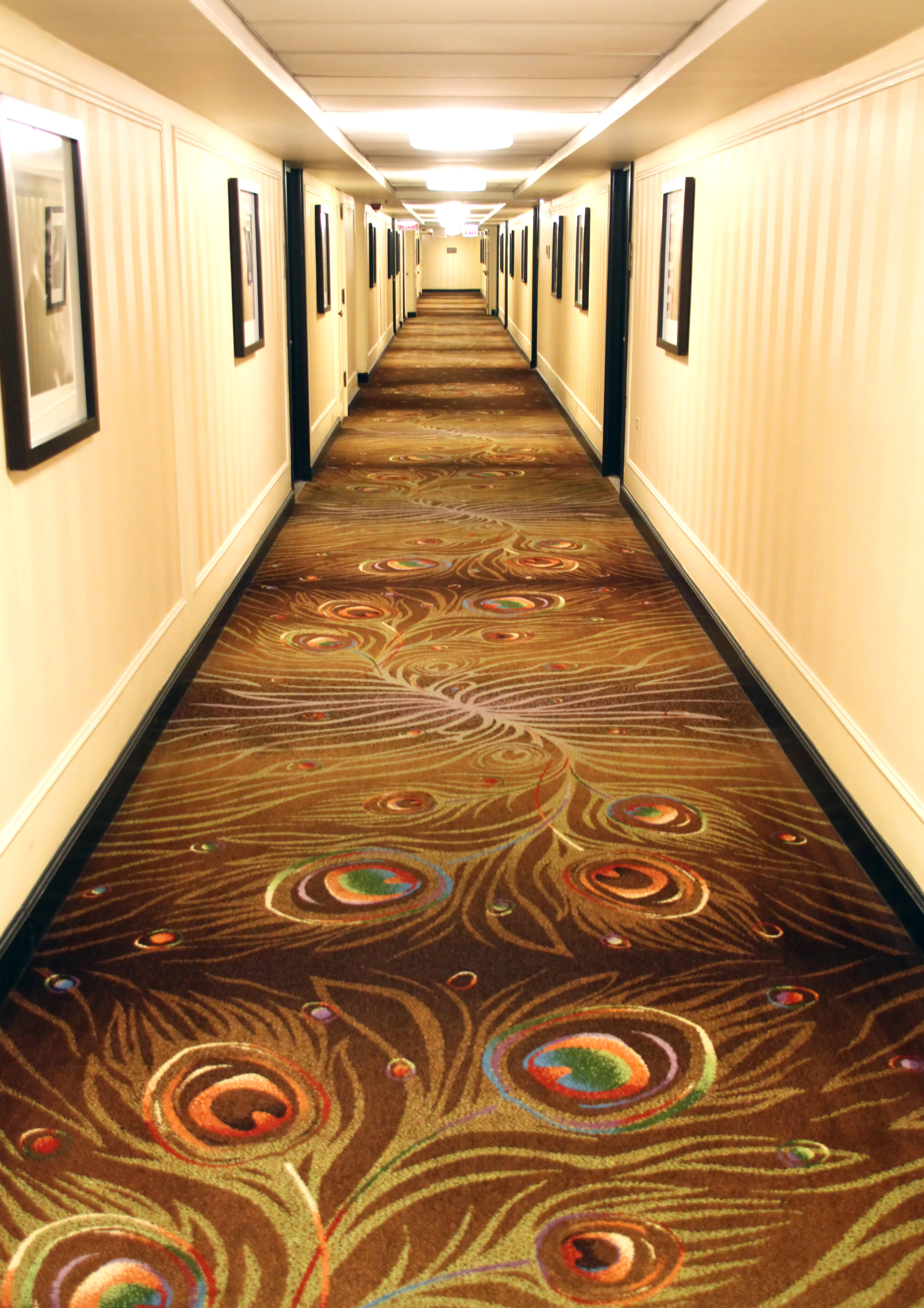
Un couloir de l'hôtel
Ascenseurs de l'hôtel